# Аризона Сноубоул
Аризона Сноубоул (англ. Arizona Snowbowl) ― горнолыжный курорт на юго-западе США, расположенный на вершинах горного хребта Сан-Франциско в северной Аризоне, в 11 км к северу от центра города Флагстафф. Горнолыжная зона занимает примерно 1 % от территории горного хребта, а её склоны обращены на запад и северо-запад.
Горнолыжная база была основана в 1938 году. Базовая высота курорта составляет 2800 м над уровнем моря, среднегодовая норма осадков составляет 660 см. Канатная дорога протягивается на 700 м в высоту, что делает её самой протяжённой во всей Аризоне.

## История
Первые энтузиасты горнолыжного спорта в Аризоне ― Оле и Пит Сольберг, начали кататься на лыжах в районе Флагстаффа ещё в 1915 году. Они использовали самодельные деревянные лыжи, чтобы спуститься по с Марс-Хилл. В 1938 году Лесная служба США разрешила строительство дороги и лыжной базы на западных склонах пиков Сан-Франциско. Первая лицензия на специальное использование и приобретение лыжных сооружений частным лицом была выдана в 1941 году Элу Грасмуену и компании Arnal Corporation

## Экономика
Администрация Аризона Сноубоул не публикует отчёт о своих доходы, что затрудняет расчёт влияния курорта на экономику Флагстаффа. Однако известно, что курорт поддерживает около 200 рабочих мест на полную ставку и ежегодно предоставляет услуг на общую сумму примерно в 12 млн долларов.